# Fascia (arquitectura)

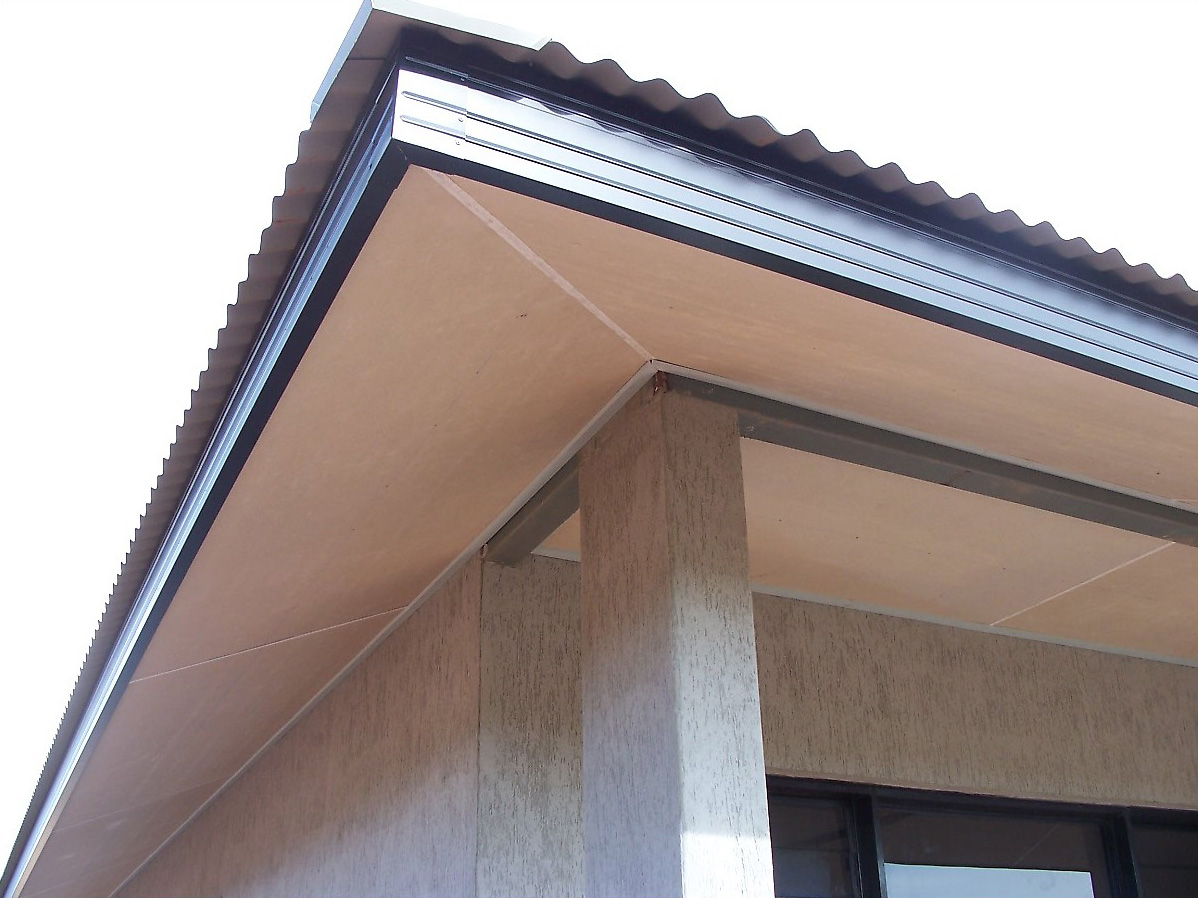
Fascias metálicas laminadas (la superficie metálica orientada horizontalmente, con dos "líneas" a lo largo de ella, que está justo por debajo del borde del techo ondulado, que sobresale unos pocos centímetros de las fascias) en una casa en el norte de Australia. Las máquinas perfiladoras portátiles permiten crear grandes longitudes en la obra, reduciendo así las juntas. Se puede ver el revestimiento de la cornisa o sofito

Fascia es un término arquitectónico para denominar a un friso vertical o a una banda debajo del borde de un techo, o que forma la superficie exterior de una cornisa, visible para un observador.

## Características
|  |  |

La palabra fascia se deriva del latín fascia que significa banda, vendaje, cinta o franja. El término también se usa, aunque con menos frecuencia, para otras superficies similares con forma de banda, como una tira de moldura plana y ancha alrededor de una puerta de entrada, diferente y resaltada con respecto a la superficie de la pared.
Cuando forma parte de una cubierta, por lo general consta de una tabla de madera, PVC o chapa metálica galvanizada. Muchas de las impostas de piedra forman una cornisa ornamentada tallada o ensamblada, en cuyo caso el término imposta se utiliza raramente.
El tablero de imposta horizontal que cubre el extremo de las vigas en el exterior de un edificio (tapacán), puede usarse para sostener el canalón. La superficie terminada debajo de la imposta y las vigas se llama sofito o cornisa.
En arquitectura clásica, la fascia es la banda ancha y simple (o las bandas) que componen la sección del arquitrabe del entablamento, directamente encima de las columnas, tanto en el orden jónico como en el orden corintio. En cambio, en el orden dórico se disponía una banda fina en relieve denominada tenia, que estaba montada en el tablero por debajo del triglifo e inmediatamente por encima de las gotas. El término fascia también puede referirse a la banda plana situada por debajo del cimacio.